# 河相智哉
河相智哉（10月4日—），日本男性配音員。出身於東京都。

## 人物簡介
以前經歷九Production，現在是Production★A組所屬。勝田聲優學院第12期、影像技術學院出身。
興趣和特長有歌唱（合唱）、滑雪。

## 演出作品

### 電視動畫
2000年
- GREGORY HORROR SHOW（日语：GREGORY HORROR SHOW） THE SECOND GUEST（遊魂）
- GREGORY HORROR SHOW THE LAST TRAIN（車內廣播、乾屍）

2001年
- 人造人009 THE CYBORG SOLDIER（彌諾陶洛斯、金剛博士、庫爾梅、尼可爾 等）
- 麵包超人（安地斯神鷹先生）
- 棋魂（小宮英二、北島 等）

2002年
- 犬夜叉（竹村）
- 帝皇戰紀（駕駛員）

2003年
- Gilgamesh（日语：ギルガメッシュ (漫画)）（藤本）
- D·N·ANGEL（車掌、警官A、刑事B 他）
- 驚爆危機？校園篇（下士官）

2004年
- R.O.D -THE TV-（艾力克斯主任）
- 蒼穹之戰神 Dead Aggressor（春日井正浩）
- 爆裂天使（深酒監督、總機）
- 名偵探柯南（工作人員、十川刑事、伊良部刑事）

2005年
- 天使心（教官B、部下C）
- 我的太太是魔法少女（搭訕男子）
- 巖窟王（黑衣男、補佐官）
- Keroro軍曹（拉麵屋老爹）
- SHUFFLE！（人妖A）
- 魔法老師（魔族）
- 雪之女王 ～THE SNOW QUEEN～（烘焙屋店主）

2006年
- 天使心（駕駛員、車站廣播）
- 死亡筆記本（搜査官C）
- 爆球Hit！轟烈彈珠人（我利、黒岩剛）
- 名偵探柯南（男）
- 完美小姐進化論（貴族）

2007年
- 偶像大師 XENOGLOSSIA（中介）
- 風之聖痕（內海浩輔）
- SHUFFLE！MEMORIES（人妖A）
- 名偵探柯南（記者）
- 羅密歐×茱麗葉（親衛隊）

2008年
- 蠟筆小新（青年團A）
- Keroro軍曹（宇宙人）

2009年
- 道子與哈金（電視新聞的聲音、廣播）

2011年
- 日常（士兵14號）

2012年
- HUNTER×HUNTER (新版)（馬士他、裁判A、摔角手、光頭男子）

2013年
- HUNTER×HUNTER (新版)（裁判、青蛙型[2]）

2014年
- 破刃之劍（羅金·吉·加爾夫·恩桑斯、巴爾德隊隊員E）

2015年
- 名偵探柯南（菅本佳晴）

### 電影動畫
2002年
- 劇場版 犬夜叉：鏡中的夢幻城（山賊）

2005年
- 奇諾之旅 活著的目標 -life goes on.-（鄰近國度的觀光客）

2010年
- 劇場版 破刃之劍（羅金·吉·加爾夫·恩桑斯）

2013年
- SHORT PEACE「GAMBO」（鹿的丈夫）

2017年
- 宇宙戰艦大和號2202 愛的戰士們（柯斯莫達特[3]）

### 遊戲
2003年
- 少女義經傳（日语：少女義経伝）（梶原景時）

2006年
- 魔塔大陸 在世界終結續詠詩篇的少女（波爾多·雷德）
- 命運傳奇（艦長）[注 2]

2008年
- 交錯刀鋒（日语：クロスエッジ）（波爾多·雷德）

### CD
2004年
- 王子殿下LV2（日语：王子さまLV1）（洛威爾・查特魯斯）

### 外語配音
※作品依英文名稱及英文原名排序。

#### 電影
- 星際冒險王（英语：The Adventures of Pluto Nash）
- 捕夢網
- 玻璃樽
- 勿忘我
- 雙雄
- 金剛 (2005年電影)
- 決戰阿拉斯加
- 王牌罪犯（英语：Ordinary Decent Criminal）
- 惡猛寄生體（日语：エンバイロン）
- 浴血叢林
- 撒哈拉 ※東京電視台版。
- 隔離島（Peter Breene〈Christopher Denham 飾演〉）
- 猛虎島
- 金剛戰士Turbo Movie（英语：Power Rangers Turbo）（雷極、Daniel教練）
- 吸血鬼了沒
- X戰警：最後戰役（Multiple Man（英语：Jamie Madrox））※劇院公映版。

#### 電視影集
- All In 真愛賭注（趙尚求〈林大湖 飾演〉）
- 犯罪心理 (第6季)（Manny Santiago巡査）
- 急診室的春天（第11季：店長、第13季：Drummond、第15季：Barten）
- 天才之城 (第4季)
- 活寶家族（英语：Even Stevens）（Terry Tugnut教練）
- 星級酒店（Peat）
- 監獄風雲（Chico Guerra、Timothy "Timmy" Kirk、Ray Mukada）
- 金剛戰士系列
  - 金剛戰士：太空戰隊（英语：Power Rangers in Space）（雷極）
  - 金剛戰士：救急戰隊（英语：Power Rangers Lightspeed Rescue）
  - 金剛戰士：銀河戰隊（英语：Power Rangers Lost Galaxy）（Wise Wizard）
  - 金剛戰士Turbo（英语：Power Rangers Turbo）（雷極、Chromite）
- 慾海醫心 (第3季)（Jerry Douglas）

#### 動畫
- 狂歡三寶（店長）
- 蝙蝠俠 (動畫影集)（Ubu、小偷 等）
- 辛普森一家大電影（Billie Joe Armstrong）※劇院公映版。
- 湯姆傑利小故事 (第2季)（貓）

### 其它
- UFC登龍門 終極戰鬥 中量級戰爭（克利斯·麥可瑞）
- 冒險阿司法爾島（日语：のりもの王国ブーブーカンカン）
- Bouba老師的蟲蟲大百科（Bouba老師）

## 腳註

## 外部連結
- Production★A組公式官網的聲優簡介 （页面存档备份，存于） （日語）